# Caldwell (Idaho)
Caldwell város az USA Idaho államában, Canyon megyében, melynek megyeszékhelye is. Lakosainak száma 59 996 fő (2020. április 1.).

## Népesség
A település népességének változása:

| 2010 | 46 237 |
| 2020 | 59 996 |